# Maurer I. Gyula
Maurer I. Gyula (Dicsőszentmárton, 1927. január 18. – Maglód, 2012. január 8.) erdélyi származású magyar matematikus, egyetemi tanár.

## Élete
Középiskoláit Kolozsváron, Székelykeresztúron és Nagyenyeden végezte, a Bethlen Kollégiumban érettségizett 1945-ben. Matematika-fizika szakos tanári oklevelet szerzett a Bolyai Tudományegyetemen 1949-ben. Bukarestben doktorált 1967-ben a topologikus algebra tárgyköréből. Pályáját a Bolyai Tudományegyetemen kezdte, de az 1956-os magyar forradalommal kapcsolatos állásfoglalása miatt állását elvesztette, és csak a Babeș–Bolyai Tudományegyetemen nyerte vissza, ahol 1960–1983 között docens. 1984-ben Magyarországra költözött, a Miskolci Egyetem Matematikai Intézetének lett tanára és intézeti igazgatója (1985–88). A Mathematica Pannonica magyar-osztrák érdekeltségű szakfolyóirat alapítója és haláláig társfőszerkesztője.
Hamvait a kolozsvári Házsongárdi temetőben helyezték örök nyugalomra.

## Munkássága
Kutatási területei: csoportelmélet, topologikus csoportok, Lie-csoportok. Tudományos dolgozatai román, német, magyar, francia, olasz, angol, orosz szakfolyóiratokban jelentek meg.

### Könyvei
- Algebra (egyetemi jegyzet, Kolozsvár, 1957)
- A relációelmélet elemei (Virág Imrével), Dacia Könyvkiadó, Kolozsvár, 1972.
- Bevezetés a struktúrák elméletébe (Virág Imrével), Dacia Könyvkiadó, Kolozsvár, 1976.
- Tizedes törtek és lánctörtek, Dacia Könyvkiadó, Kolozsvár, 1981.
- Matematikai kislexikon (mint társszerkesztő), Kriterion Könyvkiadó, Bukarest, 1982.
- Romániai magyar matematikai és csillagászati szakirodalom (különlenyomat a Nehézipari Műszaki Egyetem Közleményeiből, Miskolc, 1988)

Magyarra fordította I. Tomescu Introducere în combinatorică c. szakkönyvét Kombinatorika és alkalmazása címmel (Budapest, 1978).

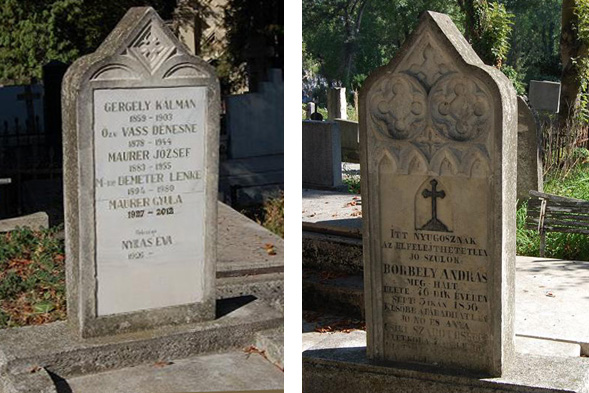
Sírja a kolozsvári Házsongárdi temetőben